# Reclamação trabalhista
Reclamação trabalhista (ou, mais modernamente, reclamatória trabalhista) é a denominação da petição inicial da ação trabalhista no Direito brasileiro. A reclamação trabalhista é regulada principalmente pela Consolidação das Leis do Trabalho (CLT) e, subsidiariamente, pelo Código de Processo Civil (CPC).
Por meio dela, trabalhadores, empresas e outros entes podem postular a resolução de controvérsias e o resgate de direitos decorrentes de relação de emprego ou relação de trabalho, bem como o ressarcimento de eventuais prejuízos.

## Histórico
O uso do termo "reclamação" para o ato inicial do processo trabalhista já estava previsto no Decreto nº 22.132 de 1932, que criou as Juntas de Conciliação e Julgamento (antiga denominação das Varas do Trabalho), e Decreto-Lei nº 1.237 de 1939, que criou a estrutura da Justiça do Trabalho.
Até 1939, as Juntas de Conciliação e Julgamento eram órgãos vinculados ao Ministério do Trabalho, sem autonomia, cujas decisões, inclusive, poderiam ser revogadas pelo Ministro do trabalho. Contudo, mesmo depois do Decreto-Lei nº 1.237, essas ainda Juntas não tinham poder jurisdicional e a execução de suas decisões competia á Justiça Comum, haja vista que, apesar do nome, a Justiça do Trabalho fazia parte do Poder Executivo. A integração da Justiça do Trabalho ao Poder Judiciário somente aconteceu em 1946, com o advento da nova Constituição e do Decreto-Lei nº 9.797 de 1946.
Assim, o uso da expressão "reclamação trabalhista" em substituição a "petição inicial" tem origem no tempo em que a Justiça do Trabalho fazia parte do Poder Executivo, mas continua corrente até hoje no Direito Processual do Trabalho, pois o uso de termos próprios tem o objetivo de distinguir e conferir autonomia ao processo trabalhista. Em verdade, não havia qualquer menção à expressão "petição inicial" na CLT até 2010. Alterações legislativas recentes, contudo, a acresceram aos arts. 844, §4º, III, e 897, §5º, I.
O art. 839 da CLT limita a apresentação da reclamação aos sujeitos da relação de emprego (empregados e empregadores), sindicatos e Ministério Público do Trabalho. Contudo, a ampliação da competência da Justiça do Trabalho promovida pela Emenda Constitucional nº 45 permitiu que o mesmo direito fosse estendido aos sujeito da relação de trabalho (trabalhadores autônomos, eventuais, voluntários e estagiários e seus respectivos tomadores de serviço) e à União.

## Nomenclatura
As expressões "reclamação trabalhista" e "reclamatória trabalhista" são comumente usadas como sinônimas, contudo nem sempre para designar a petição inicial da ação trabalhista. É comum que o termo "reclamação" também sirva para denominar a própria ação judicial, até porque a própria CLT confunde as nomenclaturas e o vocabulário técnico-jurídico mais adequado chama de "reclamante" e "reclamado" as partes das ações trabalhistas entre empregados e empregadores.
Contudo, é necessário observar que a origem do uso de "reclamação" no lugar de "ação" remonta à época em que Justiça do Trabalho fazia parte do Poder Executivo e não do Poder Judiciário. Por outro lado, o nome da ação depende da natureza do que se pede na petição inicial e não do nome que o autor lhe dá. Dessa forma, é tecnicamente mais adequado chamar o processo judicial de "ação trabalhista", cujo sentido é menos amplo que "reclamação trabalhista".

## Ajuizamento
A reclamação trabalhista poderá ser de dois tipos: verbal ou escrita.
A reclamação verbal é aquela feita a partir dos fatos narrados e documentos apresentados pelo reclamante a um escrivão, secretário ou servidor do Setor de Atermação e Reclamação do fórum trabalhista de sua cidade ou da cidade mais próxima.
A reclamação escrita (a mais utilizada na Justiça do Trabalho) é aquela elaborada com auxílio de um advogado ou sindicato. Quando em papel, a reclamação escrita deve ser submetida em ao menos duas vias: uma para o processo, outra para notificação do Reclamado.
Independentemente do tipo, a reclamação será registrada em livro próprio. O distribuidor (ou diretor da secretaria da Vara) deverá fornecer um recibo com nome do reclamante e reclamado, data da distribuição (ou de protocolo na secretaria ou cartório), objeto da ação e Vara a quem for dirigida ou distribuída. O reclamante é informado sobre a data e hora da audiência no ato da apresentação da reclamação ou, posteriormente, via correio ou por edital.
O escrivão ou secretário remeterá ao reclamado, via correio, a notificação com data e hora da audiência e segunda via da petição (ou termo da reclamação verbal) em até 48 horas após o recebimento e protocolo da reclamação. A notificação deve ser entregue com antecedência mínima de 5 dias do data da audiência. Caso o reclamado não seja encontrado ou crie dificuldades ao recebimento da reclamação, far-se-á a notificação por edital em jornal oficial ou, na falta deste, em quadro afixado na sede da Vara ou Juízo.
A partir do momento em que a contestação for protocolada, o reclamante não poderá desistir da ação sem o consentimento do reclamado. Reclamações de empregados da mesma empresa ou estabelecimento que guardem identidade de matéria poderão, a critério do juiz, ser reunidas em um único processo.

## Estrutura e redação
A reclamação escrita deverá conter designação do juízo, qualificação das partes, breve exposição dos fatos de que resulte o dissídio, pedido certo e determinado com indicação do valor, data e assinatura do reclamante ou de seu representante. A reclamação verbal observará esses requisitos no que couber.
O art. 319 Código de Processo Civil ainda lista outros requisitos estruturais da petição inicial que não estão previstos CLT, tais como apresentação dos fundamentos jurídicos, requerimento de produção de provas e citação do reclamado. Ocorre que, no caso específico destes 3 requisitos, a falta de previsão na CLT se justifica em razão de peculiaridades do processo trabalhista: a citação do réu ocorre automaticamente, a produção de provas é realizada em audiência (conforme arts. 787 e 845 da CLT) e a fundamentação jurídica se mostra necessária apenas em determinados tipos de pedidos.
No entanto, os requisitos do art. 319 do CPC devem ser observados, haja vista que, por força da Súmula nº 263 do TST, continua aplicável ao processo trabalhista o art. 321 do CPC, segundo o qual o juiz determinará que a reclamação seja emendada no prazo de 15 dias, sob pena de não ser aceita, caso apresente defeitos e irregularidades capazes de dificultar o julgamento do mérito da questão.

### Designação do Juízo
Também chamado de endereçamento, é a indicação da autoridade judiciária a que a ação se dirige. O magistrado trabalhista de primeira instância é chamado de "juiz do trabalho" pela Constituição de 1988, razão pela qual deve ser tratado como "senhor doutor juiz do trabalho". A autoridade somente será designada como "senhor doutor juiz de direito" aonde não exista Vara do Trabalho e o juiz de direito esteja investido em jurisdição trabalhista. Em locais que há mais de uma Vara do Trabalho, a Justiça realiza sorteio para verificar qual delas processará a demanda, de modo que, na prática, os reclamantes deixam um pequeno espaço em branco antes da expressão “Vara do Trabalho”, onde ficaria o número da Vara (que ainda será sorteada).

### Qualificação das partes
A CLT é omissa quanto às qualificações que devem constar na reclamação. Contudo, é costume que seja informado o nome completo, estado civil, profissão, o número do CPF, Carteira de Identidade Nacional e Carteira de Trabalho (CTPS) e endereço residencial com CEP do trabalhador. Se o empregador for pessoa física, os dados serão os mesmos (à exceção da CTPS). No caso de pessoas jurídicas, será necessário informar a razão social, tipo (se pessoa de direito público ou privado), CNPJ, endereço com CEP e, se possível, endereço eletrônico.

### Breve exposição dos fatos
Essa expressão indica que, em tese, a reclamação trabalhista deveria se limitar a narração de fatos, sem apresentar fundamentos jurídicos, mas há casos em que esta se faz necessária, motivo pelo qual o art. 319, III, do CPC tem aplicação subsidiária no processo do trabalho. A expressão "breve exposição" remete à época em que a Justiça do Trabalho era um órgão administrativo e visa facilitar a elaboração da reclamação pelo leigo. Normalmente, os fatos narrados na reclamação consistem nas datas de início e termino da contrato de trabalho, função do trabalhador, última remuneração, horário de trabalho, intervalos e, caso haja pedido de equiparação salarial, indicação de paradigma e estimativa da diferença salarial.

### Pedido certo, determinado e com valor indicado
Antes da reforma trabalhista, a lei só exigia certeza, determinação e indicação de valor para os pedidos das ações trabalhistas submetidas ao rito sumaríssimo. A reforma trabalhista, porém, generalizou esta exigência para todos os tipos de procedimentos.
O pedido é considerado "certo" quando está explícito na petição inicial e "determinado" quando delimitado em sua quantidade e qualidade. A indicação de valor não implica na apresentação cálculos detalhados, contudo cada pedido deve ter um valor determinado e o reclamante deve indicar o valor da causa. O descumprimento de alguma dessas exigências resultará no julgamento sem resolução do mérito do pedido irregular.
No entanto, são possíveis o pedido implícito (oposto de "certo") e o pedido genérico (oposto de "determinado"). O pedido implícito é aquele que não precisa ser formulado porque já está incluso por força de lei. É o caso dos juros, correção monetária e honorários advocatícios (art. 322, §1º, do CPC). Já o pedido genérico é aquele que pode ser formulado quando não for possível quantificar o pedido ou quando fazê-lo dependa de ato do réu (art. 394, §1º, do CPC). Contudo, mesmo nesses casos, o reclamante deverá atribuir um valor por estimativa ao pedido.
O art. 327 do CPC permite que se faça mais de um pedido (pedidos cumulados), o que é a regra geral das reclamações trabalhistas.

### Necessidade de advogado
As partes do processo do trabalho podem entrar com a reclamação trabalhista por conta própria, sem advogado, na Justiça do Trabalho, conforme garantido pelos arts 791 e 839 da CLT. Porém, a inexigibilidade de advogado está restrita à primeira e segunda instâncias, isto é, às Varas do Trabalho e ao Tribunal Regional do Trabalho, não abarcando recursos endereçados ao Tribunal Superior do Trabalho.
Quando a reclamação é feita verbalmente perante a Justiça do Trabalho, o art. 786 da CLT preconiza que o sorteio da Vara (distribuição) precede a sua redução a termo. Dessa forma, quando toma conhecimento da Vara que processará sua reclamação, o reclamante tem o prazo de 5 dias para comparecer à secretária da mesma e ter sua reclamação redigida e assinada, sob pena de não poder ajuizar outra ação pelo período de seis meses. Contudo, na maioria dos fóruns trabalhistas há um funcionário responsável por todas as reclamações verbais, o que dispensa o posterior comparecimento do reclamante à Vara.
Com a implantação do sistema de processo eletrônico "PJe" na Justiça do Trabalho, caso o reclamante não tenha um certificado digital, deve entregar ao servidor os documentos que possam servir de prova das suas alegações para que a unidade judiciária os insira nos autos eletrônicos, conforme art. 4º da Resolução 138 de 2017 do CSJT. Para o reclamante que possuir certificado digital, a distribuição da reclamação trabalhista depende da realização de cadastro no sistema PJe do respectivo Tribunal Regional do Trabalho.
A parte sem advogado pode, a qualquer tempo, nomear um profissional para atuar no caso.

### Documentos
Os documentos a serem juntados com a reclamação são aqueles que identificam o reclamante e reclamado e os que servirão para provar o alegado.
Os documentos de identificação podem incluir: RG, CPF, CTPS, CNH, PIS ou NIT (Número de Inscrição do Trabalhador) e comprovante de residência. Os documentos que podem servir como prova são diversos (aviso prévio, recibos de pagamentos, laudos médicos, carta de demissão, etc), porém há alguns documentos que, por sua natureza, guardam relação direta com os fatos e pedidos constantes na reclamação, conforme listado a seguir:
- Contrato de trabalho (existência de vínculo)
- Termo de Rescisão do Contrato de Trabalho - TRCT (término da vínculo)
- Controles de ponto (horas extras)
- Certidão de nascimento dos filhos menores de 14 anos (salário-família)
- Extrato da conta vinculada do FGTS (recolhimento de FGTS)
- Comunicação de Acidente de Trabalho - CAT (acidente de Trabalho)
- Bloco de pedidos (comissões)
- Acordo ou convenção coletiva de trabalho (direitos previstos nestes documentos)

Contudo, cumpre observar que, com a reforma trabalhista, o Juiz do Trabalho passou a poder determinar que a apresentação de um documento que caberia ao reclamante seja feita pelo Reclamado, caso àquele seja impossível ou excessivamente difícil a produção da prova enquanto a este seja mais fácil (art. 818, §1º, da CLT).
Até 2009, o documento juntado como prova somente era aceito no original ou cópia autenticada, ou quando conferida a autenticidade perante Juiz do Trabalho ou Tribunal (costumeiramente deixada a cargo das Secretarias das Varas da Justiça do Trabalho). Porém, visando desburocratizar a autenticação de peças oferecidas para prova no processo trabalhista, o art. 830 da CLT foi modificado para permitir que o advogado declare a autenticidade da cópia do documento oferecido como prova, sob sua responsabilidade pessoal, como já era possível no na justiça comum desde 2001. Caso a parte contrária venha a impugnar a autenticidade da cópia, quem a juntou deve apresentar cópia autenticada ou original, que será conferida e certificada pelo servidor.
No processo eletrônico, são considerados originais para todos os efeitos legais os documentos produzidos eletronicamente e juntados aos processos eletrônicos que tenham garantia de origem e identidade de quem o assinou, na forma estabelecida na Lei nº. 11.419 de 2006.

### Taxas
O ajuizamento de uma ação trabalhista não depende do pagamento de taxas. Somente se o reclamante não lograr êxito em sua ação é que terá que pagar custas processuais correspondentes a 2% do valor da causa ao respectivo Tribunal Regional do Trabalho.